# XXII з'їзд Комуністичної партії Латвії
XXII з'їзд Комуністичної партії Латвії — з'їзд Комуністичної партії Латвії, що відбувся 22–23 січня 1976 року в місті Ризі.

## Порядок денний з'їзду
1. Звіт ЦК КПЛ
2. Звіт Ревізійної Комісії КПЛ
3. Вибори керівних органів КПЛ

З'їзд проаналізував діяльність партійної організації Латвійської РСР з 1971 року та підбив підсумки 9-ї п'ятирічки. Також з'їзд одностайно схвалив проєкт ЦК КПРС «Основні напрями розвитку народного господарства СРСР на 1976—1980 роки».

## Керівні органи партії
Обрано 139 членів ЦК КПЛ, 63 кандидати у члени ЦК КПЛ та 41 члена Ревізійної Комісії КПЛ.

### Члени Центрального комітету КП Латвії
- Аболінь Елерт Вольдемарович —  1-й заступник голови Держплану РМ Латвійської РСР
- Аболтінь П.Т. —
- Авдюкевич Лонгин Іванович  — голова Комітету державної безпеки Латвійської РСР, генерал-майор
- Авот Юрій Карлович — начальник Латвійського морського пароплавства
- Азан Владислав Домінікович — голова Даугавпілсського міськвиконкому
- Айзсілнієкс Індуліс Янович  — 1-й секретар Єлгавського міськкому КПЛ
- Алтухов Микола Григорович  — міністр місцевої промисловості Латвійської РСР
- Андерсон Імант Августович  — секретар ЦК КПЛ
- Анспок Казимир Семенович — міністр сільського господарства Латвійської РСР
- Анчевскіс Яніс Антонович  — бригадир Резекненської пересувної механізованої колони №4
- Анчупанс Олександр Петрович  — секретар Латвійської республіканської ради професійних спілок
- Аушкап Ерік Янович — секретар ЦК КПЛ
- Бабкін Микола Олександрович — голова Республіканського об’єднання «Латвсільгосптехніка» РМ Латвійської РСР
- Барткевич Леонард Леопольдович — аспірант Академії суспільних наук при ЦК КПРС
- Бартмінський Володимир Валентинович — військовослужбовець, генерал-майор
- Бартуль Антон Петрович —  ланковий із відгодівлі свиней радгоспу «Катенієкі» Добельського району
- Беман Ельмар Карлович — голова Комітету народного контролю Латвійської РСР
- Берзін Іван Петрович  — міністр комунального господарства Латвійської РСР
- Берзінь Лео Янович  — 1-й секретар Мадонського райкому КПЛ
- Бєлуха Микола Андрійович — 2-й секретар ЦК КПЛ
- Біркенфельд Всеволод Янович — міністр деревообробної промисловості Латвійської РСР
- Блюм Віктор Адольфович — заступник голови Президії Верховної ради Латвійської РСР
- Богданов Іван Оксентійович  — 1-й секретар Резекненського райкому КПЛ
- Бонат Яніс Павлович  — 1-й секретар Бауського райкому КПЛ
- Бондалетов Іван Васильович  — заступник голови Ради міністрів Латвійської РСР
- Бріль Антон Піусович  — завідувач сільськогосподарського відділу ЦК КПЛ
- Брітанс Яніс Петрович  — редактор газети «Циня»
- Броліш Яніс Вікторович  — міністр внутрішніх справ Латвійської РСР
- Вагріс Ян Янович — завідувач відділу адміністративних органів ЦК КПЛ
- Валескалн Петро Іванович — член Президії Академії наук Латвійської РСР, старший науковий співробітник Інституту філософії і права АН Латвійської РСР
- Ваннах Святослав Едуардович — міністр м'ясної і молочної промисловості Латвійської РСР
- Веренікін Ігор Іванович  — контрадмірал, старший морський начальник міста Риги
- Верро Рудольф Оттович  — 1-й заступник голови Ради міністрів Латвійської РСР
- Восс Август Едуардович — 1-й секретар ЦК КПЛ
- Германіс К.К.   —
- Гіргенсон Зігфрід Вікторович — міністр заготівель Латвійської РСР
- Голодов Микола Микитович  — директор заводу «Сарканайс металургс»
- Горіс Айвар Янович  — завідувач відділу культури ЦК КПЛ
- Граудумнієкс Петро Алфонович — 1-й секретар Балвського райкому КПЛ
- Григуліс Арвід Петрович  — письменник, голова правління Товариства любителів книги Латвійської РСР
- Губін Іван Архипович  — член Військової Ради — начальник Політичного управління Прибалтійського військового округу, генерал-лейтенант
- Дзенітіс Яніс Едуардович  — міністр юстиції Латвійської РСР
- Дзірне Зігфрід Миколайович  — 1-й секретар Салдуського райкому КПЛ
- Донкарьов Петро Миколайович  — шофер Ризького автобусного парку
- Дреймане Айна Янівна  — доярка колгоспу «Пабажі» Ризького району
- Дрізул Олександр Арвідович  — віцепрезидент Академії наук Латвійської РСР, заступник голови Президії Верховної ради Латвійської РСР
- Дрозд Михайло Пилипович  — 1-й секретар Єлгавського райкому КПЛ
- Дукур Лаймон Янович  — тракторист радгоспу «Літене» Гулбенського району
- Ендзеліс Ян-Волдемар Янович  — директор радгоспу імені 50-річчя СРСР Бауського району
- Єгоров Іван Трифонович  — старший варщик целюльози Слоцького целюлозно-паперового комбінату
- Єроніна Ніна Василівна — швачка-мотористка Ризької панчішної фабрики «Аврора»
- Заріньш У.А.  —
- Звайгзне Дзінтарс Янович  — голова колгоспу «Матіші» Валмієрського району
- Зіємеліс Гунар Кріш'янович  — голова Ризького міськвиконкому
- Зіле Андрій Аугустович  — керуючий справами ЦК КПЛ
- Зітманіс Август Карлович — голова Латвійської республіканської ради професійних спілок
- Зорін Карл Ернестович  — секретар Президії Верховної ради Латвійської РСР
- Івановський Микола Володимирович  — електрозварник Ризького вагонобудівного заводу
- Іверт Ілмар Янович  — голова Державного комітету Латвійської РСР з телебачення та радіомовлення
- Калнберзін Ян Едуардович – персональний пенсіонер
- Канеп Вільгельм Вільгельмович — міністр охорони здоров’я Латвійської РСР
- Каралюн Вінцент Юрійович  — заступник директора із наукової роботи Інституту історії партії при ЦК КПЛ, член-кореспондент АН Латвійської РСР
- Карклінь Мірдза Яківна  — міністр освіти Латвійської РСР
- Карпов Микола Олександрович —1-й секретар Октябрського райкому КПЛ міста Риги
- Карцев Олександр Юхимович  — 2-й секретар Ризького міськкому КПЛ
- Кауліньш Едгар Мартинович  — голова колгоспу «Лачплесіс» Огрського району
- Каупуж Володимир Ілліч  — міністр культури Латвійської РСР
- Кісіс Роберт Іванович — персональний пенсіонер союзного значення
- Клауцен Арнольд Петрович — 1-й секретар Московського райкому КПЛ міста Риги
- Кольцова Ольга Іванівна  — завідувач поліклінічного відділення, секретар партійної організації 6-ї Ризької міської об’єднаної лікарні
- Краснобаєв Ніл Іванович  — начальник Прибалтійської залізниці
- Кронберг Валентина Вікторівна  — бригадир Латвійського виробничого об’єднання «Сарканайс квадратс»
- Крумінь Віктор Михайлович  — заступник голови Ради міністрів Латвійської РСР
- Крумінь Іван Андрійович  — голова правління Латвійської республіканської спілки споживчих товариств
- Круміньш Павілс Адамович  — 1-й секретар Валмієрського райкому КПЛ
- Кузнецова Ірина Давидівна  — міністр харчової промисловості Латвійської РСР
- Лайвін Володимир Іванович — прокурор Латвійської РСР
- Ласінський Олександр Олександрович  — 1-й секретар Алуксненського райкому КПЛ
- Лаудам Альберт Янович   — завідувач загального відділу ЦК КПЛ
- Леонова Віра Василівна  — завідувач промислово-траспортного відділу ЦК КПЛ
- Лєньов Олег Костянтинович  — генеральний директор Ризького виробничого об’єднання ВЕФ імені Леніна
- Лисак Юрій Іванович —1-й секретар Ленінського райкому КПЛ міста Риги
- Лисенков Володимир Георгійович — генеральний директор Ризького виробничо-технічного об’єднання «Альфа» — директор Ризького заводу напівпровідникових приладів
- Лісмент Мікеліс Мікелевич —голова риболовецького колгоспу «Банга» Талсинського району
- Майоров Олександр Михайлович  — командувач військ Прибалтійського військового округу, генерал-полковник
- Малмейстер Олександр Кристапович  — президент Академії наук Латвійської РСР
- Межецький Язеп Віталійович  — 1-й секретар Єкабпілсського райкому КПЛ
- Місанс Леонард Петрович  — 1-й секретар Добельського райкому КПЛ
- Мішенко І.Я.  —
- Мойсеєв Євген Федорович —1-й секретар Даугавпілсського міськкому КПЛ
- Мукке Михайло Іванович  — постійний представник Ради міністрів Латвійської РСР при Раді міністрів СРСР
- Озолс Егілс Мартинович — 1-й секретар Лієпайського міськкому КПЛ
- Осман 3ігмунд Донатович  — директор інформаційного агентства при Раді міністрів Латвійської РСР «Латінформ»
- Патенко Петро Бернардович — заступник голови Комітету народного контролю Латвійської РСР
- Петерсон Ерік Карлович  — заступник голови Ради міністрів Латвійської РСР
- Піхел Валентина Самуйлівна  — міністр соціального забезпечення Латвійської РСР
- Плауде Артур Карлович  — 1-й секретар ЦК ЛКСМ Латвії
- Порнієкс Паул Паулович  — 1-й секретар Вентспілсського міськкому КПЛ
- Прауде Роберт Володимирович —міністр торгівлі Латвійської РСР
- Прієдітіс Харальд Вольдемарович  — головний редактор журналу «Коммунист Советской Латвии»
- Просверніцин А.П.  –
- Пуго Борис Карлович  – 1-й секретар Ризького міськкому КПЛ
- Путан Віргінія Адамівна  – головний зоотехнік колгоспу «Дзіркстеле» Даугавпілсського району
- Раман Мієрвалд Леонідович  — заступник голови Ради міністрів Латвійської РСР, голова Держплану Латвійської РСР
- Реймане Ірена Альбертівна  — 1-й секретар Кіровського райкому КПЛ міста Риги
- Ресне Зінаїда Янівна  — 1-й секретар Огрського райкому КПЛ
- Рибальченко Петро Олександрович  — голова Партійної комісії при ЦК КПЛ
- Ріваре Моніка Альбертівна  — бригадир качкоферми радгоспу «Аглона» Прейльського району
- Розе Єкаб Янович — механік виробничої дільниці колгоспу «Сарканайс октобріс» Цесісського району
- Розенбаум С.Е.  —
- Рубен Юрій Янович — голова Ради міністрів Латвійської РСР
- Руднєв Олег Олександрович  — 1-й секретар Юрмальського міськкому КПЛ
- Салєєв Микола Петрович  — редактор газети «Советская Латвия»
- Самолевський Віктор Миколайович  — міністр меліорації і водного господарства Латвійської РСР
- Секретарьов Костянтин Федорович  — начальник військ Північно-Західного прикордонного округу КДБ СРСР, генерал-лейтенант
- Сєдолс Вілііс Іоренович  — 1-й секретар Ленінградського райкому КПЛ міста Риги
- Сєдих Володимир Іванович — 1-й секретар Резекненського райкому КПЛ
- Спруде Вольдемар Янович  — завідувач відділу торгівлі і побутового обслуговування ЦК КПЛ
- Страутманіс Петро Якубович  — голова Президії Верховної Ради Латвійської РСР
- Третьяков Борис Олексійович  — завідувач відділу організаційно-партійної роботи ЦК КПЛ
- Трифонова Євдокія Іванівна — в’язальниця фабрики «Ригас адітайс»
- Тумовс-Бекіс Язеп Донатович — 1-й секретар Ризького райкому КПЛ
- Упмаліс Імант Августович  — 1-й секретар Цесісського райкому КПЛ
- Ухов Георгій Володимирович  —1-й заступник голови Держплану Латвійської РСР
- Фрейберг Леонід Едуардович — завідувач відділу пропаганди і агітації ЦК КПЛ
- Целм І.К.  —
- Цеске Едмунд Артурович  — 1-й секретар Кулдігського райкому КПЛ
- Цієкур Яніс Петрович  — тракторист-комбайнер радгоспу «Війціємс» Валкського району
- Цунський Павло Боліславович —  1-й секретар Даугавпілсського райкому КПЛ
- Чаша Іван Якович  — військовий комісар Латвійської РСР, генерал-майор
- Чевачин Валерій Миколайович — 1-й секретар Пролетарського райкому КПЛ міста Риги
- Чемм Віталій Олександрович   –  секретар ЦК КПЛ
- Чіксте Артур Едуардович  — голова колгоспу «Накотне» Єлгавського району
- Шабликов Микола Іванович —  член Військової ради — начальник Політичного управління Балтійського флоту, віцеадмірал
- Шинкарьов Іван Павлович — начальник Головного управління рибної промисловості Західного басейну «Захриба»
- Штале Анна Янівна — телятниця радгоспу «Вієталва» Стучкинського району
- Штейнберг Валентин Августович —  директор Інституту історії Академії наук Латвійської РСР
- Юрсонс Яніс Карлович  —1-й секретар Лієпайського райкому КПЛ
- Яшкуль Станіслав Вікентійович  — 1-й секретар Лудзенського райкому КПЛ

### Кандидати в члени Центрального комітету КП Латвії
- Авотс Валдіс Карлович  — 1-й секретар Валкського райкому КПЛ
- Багновець Гарольд Володимирович — секретар Ризького міськкому КПЛ
- Бастін Іван Григорович — міністр побутового обслуговування населення Латвійської РСР
- Берзінь Геновефа Адамівна  — старший зоотехнік колгоспу «Драудзіба» Талсинського району
- Брокан К.П. —
- Вейс Олександр Робертович —ректор Ризького політехнічного інституту
- Веселов Іван Андрійович — голова Державного комітету Латвійської РСР у справах видавництв, поліграфії і книжкової торгівлі
- Вишнякова А.П.  —
- Вітол Леон Петрович  — міністр лісового господарства і лісової промисловості Латвійської РСР
- Войка Арвід Олександрович —1-й секретар Тукумського райкому КПЛ
- Воробйов Ф.І.  —
- Врублевський Аркадій Казимирович — 1-й секретар Стучкинського райкому КПЛ
- Галвіня Велта Янівна — вівчар колгоспу «Сарканайс старс» Мадонського району
- Глущенко А.І. —
- Голубєв Георгій Олексійович  — 1-й секретар Краславського райкому КПЛ
- Гросберг Арнольд Крістапович — голова Ризького міськвиконкому
- Дорофєєв Микола Іванович — завідувач відділу будівництва і міського господарства ЦК КПЛ
- Егліт Альфред Оскарович  — завідувач відділу легкої і харчової промисловості ЦК КПЛ
- Елсберг Р.К.  —
- Ермансоне І.Е.  —
- Єгер Карл Оттович  — міністр промисловості будівельних матеріалів Латвійської РСР
- Жабін І.А. —
- Завальний Ігор Олександрович — секретар парткому Ризького виробничого об’єднання «Альфа»
- Залужинскіс Яніс Теодорович  — тракторист-комбайнер колгоспу «Криш’яні» Балвського району
- Земель Юрій Якович —директор Ризького електромашинобудівного заводу
- Зілберт Волдемар Карлович —1-й секретар Гулбенського райкому КПЛ
- Ірбе Айна Карлівна  — бригадир дослідно-показової птахофабрики «Кекава» Ризького району
- Калініна Людмила Матвіївна — вчителька Ризької середньої школи №5 імені Зенти Озоли
- Кіреєв В'ячеслав Євдокимович — начальник Латвійського виробничого об’єднання рибної промисловості
- Клібік Валентина Сергіївна  — секретар Ризького міськкому КПЛ
- Коркліш Тамара Павлівна — механізатор радгоспу «Гаркални» Резекненського району
- Крон Вольдемар Арнольдович  — начальник Головного управління матеріально-технічного постачання РМ Латвійської РСР
- Купревич Іван Устинович  — бригадир монтажників БМУ-41 тресту «Єлгавабуд»
- Курпнієкс Волдемарс Янович  — 1-й секретар Лімбажського райкому КПЛ
- Лаздупс Вольдемар Петрович  — виконроб, бригадир комплексної бригади будівельного управління №21 Лієпайського територіального загальнобудівельного тресту
- Лауберте Гунта Я.  — машиніст котельної Вентспілсського заводу залізобетонних конструкцій № 7
- Лаукман Володимир Давидович   — завідувач відділу закордонних зв’язків ЦК КПЛ
- Леонов Микола Миколайович — 2-й секретар ЦК ЛКСМ Латвії
- Ліндберг Лаймоніс Бернхардович — голова Лієпайського міськвиконкому
- Лінде Едгар Валдемарович — міністр вищої і середньої освіти Латвійської РСР
- Ліне Велта Мартинівна —актриса Державного академічного театру драми Латвійської РСР імені Упіта, народна артистка СРСР
- Маделан Леон Донатович — 1-й секретар Прейльського райкому КПЛ
- Мікулан Януш Іванович — завідувач відділу науки і навчальних закладів ЦК КПЛ
- Міллер Вісваріс Оттович  — ректор Латвійського державного університету імені Стучки
- Нагла Хенріх Янович  — 1-й секретар Вентспілсського райкому КПЛ
- Павасаре Айя Янівна —  пташниця колгоспу «Октобріс» Валкського району
- Пальора Степан Степанович — 1-й заступник голови Ризького міськвиконкому
- Прієде Гунар Рейнхольдович — 1-й секретар правління Спілки письменників Латвійської РСР
- Рубен Л.А. —
- Рубінс Яніс Феліксович —  голова Державного комітету Латвійської РСР у справах будівництва
- Рутенберг Карл Карлович  — 1-й секретар Талсінського райкому КПЛ
- Самсонс Віліс Петрович  — головний вчений секретар президії Академії наук Латвійської РСР
- Следе Егон Едгарович  — міністр автомобільного транспорту і шосейних доріг Латвійської РСР
- Терентьєва Л.А.  —
- Уланова Любов Михайлівна — командир жіночого екіпажу літака «Іл-18» Латвійської окремої авіагрупи ЦПФ
- Улманіс Івар Миколайович — міністр будівництва Латвійської РСР
- Усінь Микола Юлійович — голова Юрмалського міськвиконкому
- Фолманіс (Гріва) Жан Карлович  — письменник, голова Латвійського республіканського комітету захисту миру
- Шкутан І.Я. —
- Шнейдерс Яніс Янович — керуючий справами Ради міністрів Латвійської РСР
- Штотакс Мар'ян Донатович  — токар Ризького дизелебудівного заводу
- Яблонський Едуард Янович — міністр легкої промисловості Латвійської РСР
- Якубайтіс Едуард Олександрович —  віцепрезидент Академії наук Латвійської РСР

### Члени Ревізійної комісії КП Латвії
- Агафонов В.Н. —
- Азан Болеслав Антонович —голова Верховного суду Латвійської РСР
- Анісімов Сергій Іванович  —
- Апшенієкс Казимир Карлович —майстер виробничого навчання Ризького технічного училища № 2 імені Г. Гайле
- Балтінь Гунар Андрійович  — начальник Центрального статистичного управління Латвійської РСР
- Берг-Бергман Альфред Карлович  – керуючий Латвійської республіканської контори Держбанку СРСР
- Богданов В.А. —
- Броделіс Яніс Янович — голова Державного комітету Латвійської РСР із професійно-технічної освіти
- Брунінієце Н.Я. —
- Гриньова Галина Михайлівна  — регулювальниця апаратури Ризького виробничого об’єднання ВЕФ імені Леніна
- Даудіш І.А.  —
- Дмитрієв Г.В.  —
- Єгер Я.О. —
- Заковіц Е.Ж. —
- Зандман Арнольд Індрикович  — голова Кулдігського райвиконкому
- Звайгзне Я.Я. —
- Карро Яніс Августович  — голова Резекненського міськвиконкому
- Кетнер К.К. —
- Клігер Е.І. —
- Круміньш Арвід Ріхардович  —
- Ласкін Євген Миколайович  — міністр деревообробної промисловості Латвійської РСР
- Макаров Ю.І.  —
- Наливайко Я.Н.  — 1-й секретар Вентспілсського міськкому КПЛ
- Павловська Ліоніда Савеліївна  — машиніст цементних млинів
- Пароль Є.І.  —підполковник
- Пляскін Н.П.  —військовослужбовець
- Пунга Велта Янівна  — голова Єлгавського райвиконкому
- Ранцан Ян Болеславович  — бригадир слюсарів-монтажників Ризького спеціалізованого монтажного управління тресту «Промтехмонтаж»
- Расколов Анатолій Костянтинович  — заступник голови Ризького міськвиконкому
- Расманіс Арманд Янович  — головний агроном колгоспу «Авангард» Єлгавського району
- Рибакова Феодосія Марківна  — майстер зміни Даугавпілсського заводу хімічних волокон імені Ленінського комсомолу
- Слобін Борис Михайлович — секретар партійного комітету Ризького електролампового заводу
- Строганов Володимир Григорович  — директор Науково-дослідного інституту землеробства і економіки сільського господарства Латвійської РСР
- Стунгревіц Освалд Карлович  — міністр зв’язку Латвійської РСР
- Толмаджев Карл Григорович  – міністр фінансів Латвійської РСР, голова Ревізійної комісії ЦК КПЛ
- Томберг Ельза-Зінаїда Крішівна  —  начальник Латвійського республіканського управління Держстандарту СРСР
- Швіпе Лідія Е. — доярка радгоспу «Лестене» Тукумського району
- Штерн Вісвалдіс Миколайович — голова Єкабпілсського райвиконкому
- Щупановський Ранід Федорович —  генеральний директор Ризького виробничого об’єднання «Радіотехніка»
- Юнге Е.Е.   —
- Ященков Григорій Миронович  — директор радгоспу «Медумі» Даугавпілсського району